# Calabar-bjørnemaki
Calabar-bjørnemaki (Arctocebus calabarensis) er en halvabe i familien lorier, der er udbredt i skovområder i Vestafrika. Den har navn efter byen Calabar i Nigeria. Kropslængden er omkring 24 cm med en halestump på 1 cm. Bjørnemakien lever i trækronerne, hvor den om natten bevæger sig langsomt omkring, især på jagt efter insektlarver. Når den føler sig truet, kan den rulle sig sammen til en kugle.